# Rita Johnson
Pour les articles homonymes, voir Johnson.
Rita Johnson est une actrice américaine, née le 13 août 1913 à Worcester, Massachusetts; morte à Hollywood le 31 octobre 1965.

## Biographie
Fille d'une mère célibataire, elle travailla d'abord comme serveuse dans le salon de thé de sa mère, et vendait à l'occasion des hot dogs au péage de Boston-Worcester. Elle aurait pris des leçons au Conservatoire de musique de la Nouvelle-Angleterre.
Elle fut d'abord animatrice de radio (1936) et interpréta le rôle-titre dans Joyce Jordan, M.D.
Rita Johnson fit ses dé debuts à Broadway en 1935 et parut au cinéma deux ans plus tard. Elle interprète une meurtrière dans Le Défunt récalcitrant (1941) et une femme fatale dans le film noir Ils ne voudront pas me croirede la RKO (1947).
Le 6 septembre 1948, elle fut blessée à la tête après un incident dont les circonstances n'ont jamais été vraiment éclaircies, et dut être opérée du crâne. Après deux semaines de coma, elle put entreprendre une rééducation mais au bout d'un an, quoiqu'elle eût retrouvé la capacité de marcher, elle souffrait de paralysies intermittentes du côté gauche. C'en était pratiquement fait de sa carrière : du fait de sa mobilité réduite et de ses difficultés de concentration, ses apparitions à l'écran s'espacèrent de plus en plus.

## Filmographie

### Cinéma
- 1937 : My Dear Miss Aldrich de George B. Seitz
- 1937 : London by Night de Wilhelm Thiele
- 1938 : Man-Proof de Richard Thorpe
- 1938 : Rich Man, Poor Girl de Reinhold Schünzel
- 1938 : Lettre d'introduction (en) (Letter of Introduction) de John M. Stahl
- 1939 : Honolulu d'Edward Buzzell
- 1939 : La Belle et la Loi (Within the Law) de Gustav Machatý : Agnes Lynch
- 1939 : Emporte mon cœur (Broadway Serenade) de Robert Z. Leonard : Judith Tyrrell
- 1939 : 6000 Enemies de George B. Seitz
- 1939 : Stronger Than Desire de Leslie Fenton : Barbara Winter
- 1939 : Nick Carter, Master Detective de Jacques Tourneur
- 1940 : La Blonde de la jungle (en) (Congo Maisie) de H. C. Potter
- 1940 : La Vie de Thomas Edison (Edison, the Man) de Clarence Brown : Mary Stillwell
- 1940 : Forty Little Mothers de Busby Berkeley
- 1941 : Maisie Was a Lady d'Edwin L. Marin
- 1941 : Le Défunt récalcitrant (Here Comes Mr. Jordan) d'Alexander Hall : Julia Farnsworth
- 1941 : Rendez-vous d'amour (Appointment for Love) de William A. Seiter : Nancy Benson
- 1942 : Uniformes et Jupons courts (The Major and the Minor) de Billy Wilder : Pamela Hill
- 1943 : Mon amie Flicka (My friend Flicka) de Harold Schuster : Nell McLaughlin
- 1945 : Oublions le passé (Pardon My Past) de Leslie Fenton
- 1945 : Les Caprices de Suzanne (The Affairs of Susan) de William A. Seiter : Mona Kent
- 1945 : Jupiter (Thunderhead - Son of Flicka) de Louis King
- 1945 : Show Boat en furie (The Naughty Nineties) de Jean Yarbrough : Bonita Farrow
- 1947 : Ils ne voudront pas me croire (They Won't Believe Me) d'Irving Pichel : Greta Ballentine
- 1948 : L'Homme aux lunettes d'écaille (Sleep, My Love) de Douglas Sirk : Barby
- 1948 : La Grande Horloge (The Big Clock) de John Farrow : Pauline York
- 1948 : Ma femme et ses enfants (Family Honeymoon) de Claude Binyon : Minna Fenster
- 1948 : Tous les maris mentent (An Innocent Affair) de Lloyd Bacon : Eve Lawrence
- 1950 : The Second Face de Jack Bernhard : Claire Elwood
- 1954 : Suzanne découche (Susan Slept Here) de Frank Tashlin
- 1957 : La Bourrasque (en) (All Mine to Give) d'Allen Reisner

### Télévision
- 1955 : The Adventures of Ozzie and Harriet (série télévisée)